# Mont Vallières-de-Saint-Réal
Pour les articles homonymes, voir Vallière (homonymie).
Le mont Vallières-de-Saint-Réal est une montagne située dans la réserve faunique des Chic-Chocs, en Gaspésie, au Québec. Il fait partie des monts Chic-Chocs, une chaîne appartenant aux Appalaches. Le mont se distingue par une crête d'une longueur de plus de quatre kilomètres, formée de plusieurs sommets dont l'altitude varie entre 840 et 940 mètres, le plus élevé étant le pic Sterling.

## Toponymie
Le nom de la montagne rend hommage à Joseph-Rémi Vallières de Saint-Réal, avocat, député modéré du Parti canadien, et juge en chef à la Cour du banc du roi à Montréal. Ce dernier est considéré comme l'un des premiers Canadiens français à avoir occupé un poste aussi élevé dans la magistrature. L'ajout de la mention « de Saint-Réal » à son nom proviendrait d'un baptistaire annoté par un curé en 1806,.
Dès 1912, des notables de Carleton et d'ailleurs ont demandé que le nom de Vallières soit donné au mont Sterling, dont l'origine du nom était incertaine. Le toponyme mont Vallières-de-Saint-Réal a été officialisé le 5 décembre 1968 par la Commission de toponymie du Québec, bien qu'il figurât déjà sur certaines cartes régionales dès 1940. Le lieutenant-gouverneur Onésime Gagnon aurait appuyé la désignation en 1961.

## Géographie et environnement naturel
Le mont est situé dans la portion sud de la réserve faunique des Chic-Chocs, à proximité du parc national de la Gaspésie. Il est situé à environ 15 kilomètres au sud-est du mont Albert, dans les monts Notre-Dame, qui font partie des Appalaches. Il se trouve dans le territoire non organisé de Mont-Albert, au sein de la MRC de La Haute-Gaspésie. Cette situation géographique, à la jonction de deux territoires protégés, en fait un secteur idéal pour l'observation de la faune et les activités de plein air. Le sentier menant au sommet longe la rivière Sainte-Anne, et les accès principaux se trouvent aux kilomètres 2 et 4,2 d'une route secondaire issue de la route 299.
Le mont se trouve dans un habitat typique des hautes altitudes gaspésiennes, avec une végétation clairsemée et une forte exposition au vent. On peut parfois y observer le caribou des bois, une espèce emblématique de la région.

## Randonnée
Le mont est accessible par un sentier de randonnée linéaire d'environ 12 kilomètres aller-retour, cumulant un important dénivelé positif. Dès les premiers kilomètres, la montée s'effectue à travers une forêt mixte, avant de céder la place à une végétation de type alpine sur les crêtes dénudées.
Le parcours passe par plusieurs sommets, dont le pic Sterling (940 m). Le sentier offre des vues panoramiques sur le mont Albert, le mont Jacques-Cartier et de nombreux autres sommets de plus de 1 000 mètres à proximité. Il s'agit de l'une des rares crêtes accessibles sur une aussi longue distance au Québec,.